# Laurent Aïello
Laurent Aïello (ur. 23 maja 1969 w Fontenay-aux-Roses) – francuski kierowca wyścigowy.

## Życiorys
Karierę rozpoczął w połowie lat 80. XX wieku. W latach 1991–1992 startował w Formule 3000, lecz zanotował tam bardzo przeciętne wyniki.
Zaliczył sesje testowe dla zespołów Formuły 1, McLarena oraz Jordana, lecz nie otrzymał z ich strony konkretnych propozycji. W 1993 przeszedł do klasy samochodów turystycznych, definitywnie zrywając związek z samochodami o otwartym nadwoziu. W 1994 roku zdobył swój pierwszy tytuł mistrzowski – w barwach Peugeota wygrał Mistrzostwa Francji. W kolejnym sezonie zajął trzecie miejsce w klasyfikacji generalnej.
W 1996 roku przeniósł się do Niemiec. Rok później wygrał cykl Super Tourenwagen Cup, ale w następnym sezonie przegrał rywalizację z Johnnym Cecotto. Tę porażkę powetował sobie podczas 24-godzinnego wyścigu w Le Mans, gdzie wraz z Allanem McNishem i Stephane'em Ortellim zwyciężył w barwach Porsche.
W 1999 roku startował w British Touring Car Championship, reprezentując barwy Nissana. Odniósł tam 10 zwycięstw i pewnie zdobył tytuł mistrzowski.
Od 2000 roku do końca kariery startował w Deutsche Tourenwagen Masters. W 2002 roku zdobył tytuł mistrzowski jako fabryczny kierowca Audi. W 2004 roku przeszedł do Opla, co znacznie odbiło się na jego wynikach. W 2005 roku, po dwóch nieudanych sezonach, dość niespodziewanie zakończył karierę.
Jest żonaty, ma dwoje dzieci (syna i córkę).

## Wyniki

### 24h Le Mans
| Rok  | Zespół                   | Partnerzy                           | Samochód                  | Klasa  | Wynik |
| Rok  | Zespół                   | Partnerzy                           | Silnik                    | Klasa  | Wynik |
| ---- | ------------------------ | ----------------------------------- | ------------------------- | ------ | ----- |
| 1998 | Porsche AG               | Allan McNish Stéphane Ortelli       | Porsche 911 GT1-98        | GT1    | 1     |
| 1998 | Porsche AG               | Allan McNish Stéphane Ortelli       | Porsche 3.2L Turbo Flat-6 | GT1    | 1     |
| 1999 | Audi Sport Team Joest    | Michele Alboreto Rinaldo Capello    | Audi R8R                  | LMP    | 4     |
| 1999 | Audi Sport Team Joest    | Michele Alboreto Rinaldo Capello    | Audi 3.6L Turbo V8        | LMP    | 4     |
| 2000 | Audi Sport Team Joest    | Allan McNish Stéphane Ortelli       | Audi R8                   | LMP900 | 2     |
| 2000 | Audi Sport Team Joest    | Allan McNish Stéphane Ortelli       | Audi 3.6L Turbo V8        | LMP900 | 2     |
| 2001 | Audi Sport North America | Rinaldo Capello Christian Pescatori | Audi R8                   | LMP900 | 2     |
| 2001 | Audi Sport North America | Rinaldo Capello Christian Pescatori | Audi 3.6L Turbo V8        | LMP900 | 2     |